# Extempore
Extempore (lateinisch ex tempore ‚sogleich‘, „aus dem Stegreif“) ist eine ältere, aber noch als stehender Begriff gebräuchliche Bezeichnung dafür, etwas in einer Kunstform (insbesondere im Theater oder als Redner) ohne Vorbereitung zu gestalten. Etwa seit Mitte des 20. Jahrhunderts und mit Aufkommen in den USA geprägter Musikrichtungen wie dem Jazz (siehe dazu auch den Film Improvisation von Norman Granz) oder dem Improvisationstheater wird hierfür jedoch vermehrt auch im deutschen Sprachraum der Begriff „Improvisation“ genutzt; diese nimmt dann in der Regel auch mehr Raum ein als ein Extempore.
Extempores bzw. Improvisationen als Einlage im Schauspiel, einer Rede oder in der Musik setzen in der Regel fundierte Beherrschung der jeweiligen Kunstform voraus und verlangen den Künstlern einiges an Talent ab, um damit Erfolg zu haben. In der Bildenden Kunst hingegen wendet sich die Einladung zu der Veranstaltung eines Extempores in der Regel gleichermaßen an professionelle Künstler wie auch an Laien.

## Darstellende Kunst
Extempores sind aus dem Stegreif in die Situation hinein gesprochene Sätze. Seltener wird der Begriff auch auf vorbereitete Äußerungen bezogen, die aber nicht im offiziellen Text stehen. Neben der improvisierten Prosa gibt es Vers-, Gedicht- und Liedformen, in denen traditionell extemporiert wurde, wie Couplet, Gstanzl, Limerick.
Das Extempore ist ein traditionsreiches, sehr unterschiedlich bewertetes Stilmittel im Theater und bei öffentlichen Auftritten. Die Fähigkeit und der Mut zum Extempore wurden und werden als Improvisationstalent geschätzt – von Schauspielerkollegen, Autoren (und zu manchen Zeiten auch von der Zensur; siehe unten: Hanswurststreit) allerdings auch gefürchtet. Weil sich das neuzeitliche Theater aus dem Stegreiftheater entwickelt hat, das zunehmend literarisiert wurde, wurde das Extempore seit dem 18. Jahrhundert zurückgedrängt, bekam im 19. Jahrhundert aber wieder einen gewissen Freiraum.
Bei Reden, in Komödien, im Stegreiftheater oder im Kabarett reagiert das Extempore oft auf Zurufe oder Reaktionen aus dem Publikum.

### Hanswurststreit
Im „Hanswurststreit“ (1747–1783) bekämpfte Joseph von Sonnenfels, einer der Berater Maria Theresias, das Volkstheater und den Hanswurst. Er setzte bei der Kaiserin die Zensur sowie 1752 ein „Extemporierverbot“ und die Verbannung von Joseph Felix von Kurz alias Bernadon durch, sodass durch behördlichen Eingriff das Ende des Stegreiftheaters besiegelt wurde. Theater sollte das bürgerliche Leben darstellen, belehren und bilden. Im „Regeldrama“ aristotelischer Prägung hatte der Handlungsablauf logisch zu sein und dessen Inhalt und Form von der Vernunft bestimmt. Schriftlich fixierte Texte in Versen wurden gefordert, die bevorzugte literarische Gattung war die Tragödie. Wesentlichster Exponent dieser Richtung war der Leipziger Literaturprofessor Johann Christoph Gottsched, der sich vehement gegen den auf deutschen Wanderbühnen populären Hanswurst wandte und in dieser Hinsicht mit der berühmten Neuberschen Truppe zusammenarbeitete, welche den Hanswurst schließlich 1737 in einem allegorischen Spiel öffentlich von der Bühne verbannte.
Das protestantische Aufklärungsparadigma setzte sich u. a. auch in Wien durch und die Literatur begann im Theater eine beherrschende Rolle zu spielen. So erhielt Johann Nestroy noch 1826 wegen Extemporierens ein Bühnenverbot und 1836 eine Haftstrafe, die er vom 16. bis zum 21. Januar verbüßte.

## Musik
In der Musik bezeichnet Extempore seit dem 16. Jahrhundert die freie Variation einer Melodie zu einer vorgegebenen Stimme (meist der Bassstimme, siehe Generalbass), aber auch von Verzierungen, die den Ablauf verzögern können. U.a. im Jazz hingegen spricht man hierbei von Improvisationen.

## Bildende Kunst
In der Malerei meint Extempore u. a. das Fertigen eines Gemäldes innerhalb eines bestimmten Zeitraumes, wofür zu Beginn ein leerer Bildträger vorgezeigt und von einer Jury abgestempelt wird. So richtete beispielsweise vom 21. bis 24. Juni 2012 die Gemeinde Ramsau bei Berchtesgaden als offizieller Veranstalter zum ersten Mal in der Region ein Offenes ExTempore für Bildkunst im Berchtesgadener Land aus. Innerhalb des vorgegebenen Zeitrahmens sind vor Ort im Rahmen eines offenen Kunst-Symposiums mit Wettbewerbs-Charakter neue Bildwerke zu zwei auf die Umgebung bezogenen Themenvorgaben entstanden. Diese Extempore-Arbeiten wurden anschließend im Klausbachhaus ausgestellt und dort auch prämiert. Weitere „Offene ExTempores für Bildkunst im Berchtesgadener Land“ fanden 2013 in Berchtesgaden, 2014 erneut in der Ramsau und 2015 in Schönau am Königssee statt.